# Fortunato Ramos Lavado
Fortunato Juan Ramos Lavado es un educador y político peruano. Fue alcalde provincial de Dos de Mayo entre 2007 y 2010.
Nació en Yanas, en el departamento de Huánuco, Perú, el 30 de mayo de 1975, hijo de Fortunato Ramos Jara y Clarita Lavado Solórzano. Cursó sus estudios primarios y secundarios en su localidad natal. Entre 1993 y 1997 cursó estudios superiores de educación en la Universidad Nacional Hermilio Valdizán.
Su primera participación política fue en las elecciones municipales de 1998 cuando se presentó como candidato de Somos Perú a la alcaldía del distrito de Yanas. Obtuvo sólo el 6.897% de los votos y quedó en séptimo lugar en estas elecciones que fueron anuladas. En las elecciones municipales complementarias de 1999 obtuvo el 29.547% de los votos y resultó elegido como alcalde.  En las elecciones municipales del 2002 tentó la alcaldía provincial de Dos de Mayo sin éxito. En las elecciones municipales del 2006 sí resultó elegido como alcalde de la provincia de Dos de Mayo con el 22.252% de los votos. Terminada su gestión participó en las elecciones regionales del 2010 como candidato acciopopulista a la presidencia regional de Huánuco sin éxito. Repitió el intento en las elecciones regionales del 2014 y en las elecciones regionales del 2018 sin éxito en ninguna de ellas.